# Маріо Панзері
Маріо Панзері (італ. Mario Panzeri; 10 травня 1964, Коста-Мазнага) — один з найвідоміших італійських альпіністів, гімалаїстів, підкорив всі 14 найвищі вершини (8000+) світу.

## Найважливіші сходження
- 1988 — Чо-Ойю (8201 м)[1]
- 1989 — Еверест (8856 м) — спроба по півн. стороні кулуару Hornbein
- 1990 — Еверест (8856 м) — спроба по півн. стороні кулуару Hornbein
- 1991 — Макалу (8463 м) — спроба з зах. сторони
- 1992 — Еверест (8856 м) — зах. маршрутом[1]
- 1996 — К2 (8611 м)[1]
- 1997 — Лхоцзе (8516 м)[1]
- 1998 — Аннапурна (8091 м) — спроба півд. маршрутом
- 2004 — Еверест (8856 м) — спроба півн. маршрутом
- 2005 — Аннапурна (8091 м)[2]
- 2006 — Макалу (8463 м)[3]
- 2006 — Гашербрум II (8035 м)[4]
- 2008 — Нанга Парбат (8125 м)[5]
- 2008 — Броуд-пік (8047 м)[6]
- 2009 — Манаслу (8163 м)[7]
- 2010 — Шишабангма (8027 м)[8]
- 2011 — Канченджанга (8586 м)[1]
- 2011 — Гашербрум I (8068 м)[9]
- 2012 — Дхаулагірі (8167 м)[10]

## Ресурси Інтернету
- Presentazione dell'alpinista sul sito delle Guide Alpine del Lario e delle Grigne